# William Phips
William Phips, né le 2 février 1651 et mort le 18 février 1695, est un officier de marine puis premier gouverneur royal du Massachusetts, du temps de la colonisation des États-Unis d'Amérique par l'Angleterre.

## Famille
Né dans une petite ville du Maine, Phips est issu d'une famille assez modeste. Son père exploitait un poste de traite de peaux et d'armes. Phips était l'un des plus jeunes au sein d'une fratrie comptant vingt-six enfants. Après quatre années d'apprentissage, Phips devint charpentier de marine à Boston. En 1673, il épousa la veuve d'un riche commerçant de Boston, Mary Spencer. Ce mariage lui permit d'accéder à un statut social supérieur et à devenir capitaine de navire. Phips cherchait un moyen rapide de faire fortune, il se spécialisa dans la recherche de trésors marins, notamment dans la recherche d'épaves maritimes.

## Sa carrière: chercheur d'épaves
Phips se rendit à Londres en 1683 pour financer une campagne de recherche d'épaves dans la mer des Caraïbes. Il se lança ensuite vers les Caraïbes avec son équipage et son navire. En 1687, tous ses espoirs se réalisent lorsqu'il découvrit l'épave d'un galion espagnol, le Concepcion. Le trésor s'élevait à la somme considérable d'un peu plus de 200 000 livres. Un dixième fut remis à la couronne et la part de Phips s'éleva à 11 000 livres. Cette bonne fortune lui procura en outre une notoriété importante à Londres.
La loyauté de Phips à l'égard du trésor royal lui vaut également d'être fait chevalier par le roi Jacques II le 28 juin 1687 et de rentrer à Boston auréolé de gloire. Il fait alors la connaissance du président de l'université Harvard, le révérend Increase Mather et de son fils, le révérend Cotton Mather, tous deux hommes de grande influence tant en Angleterre qu'en Nouvelle-Angleterre.

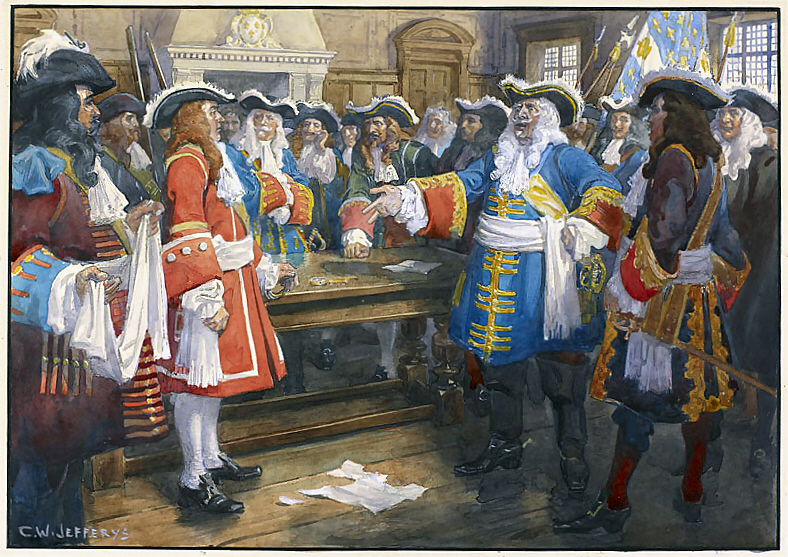
Frontenac reçoit le représentant de Sir William Phips, exigeant la capitulation de Québec, 1690
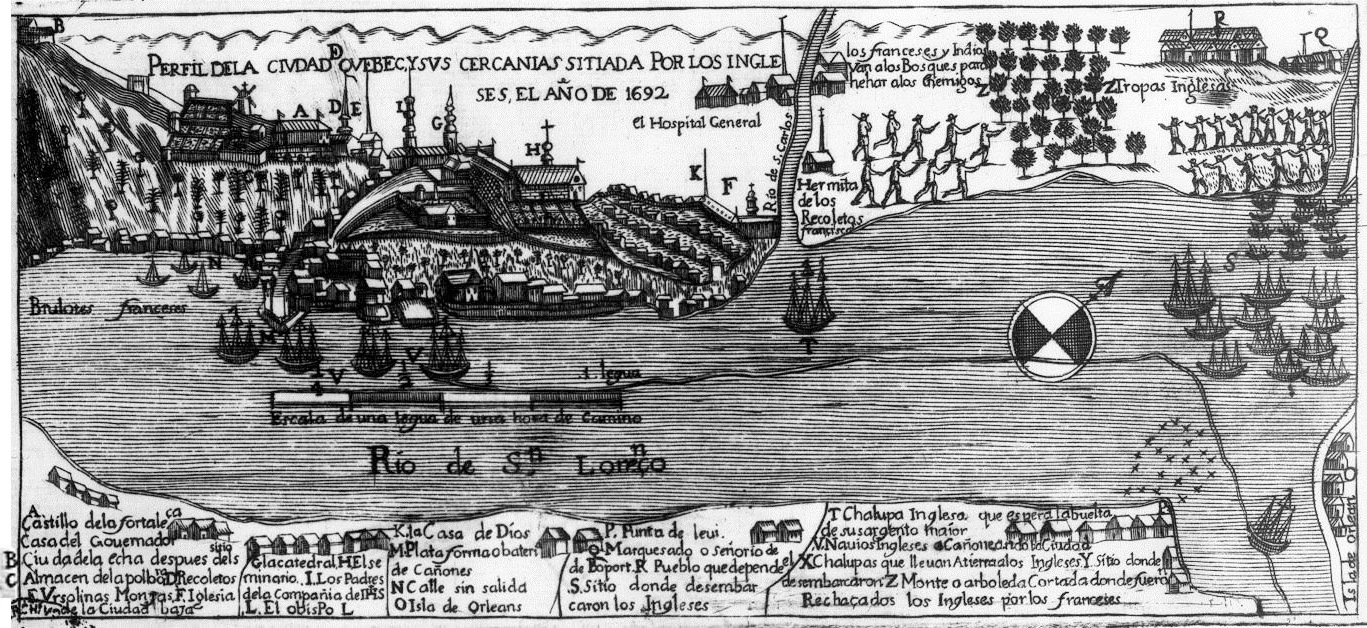
Profil de la ville de Québec et ses environs assiégée par les Britanniques

Choisi pour commander des expéditions militaires contre les possessions françaises en Acadie et au Canada, il n'y brilla guère et ses attaques furent notamment repoussées en 1690 par Louis de Buade de Frontenac, gouverneur de la Nouvelle-France, et Guillaume Couture, capitaine de la milice de la seigneurie de Lauzon. Il repartit à Londres avec Increase Mather. Les deux hommes réclamaient au roi une charte pour le Massachusetts, mettant fin - pour ce territoire - à une loi de 1684 interdisant toute autonomie administrative aux colonies. Cette charte fut accordée en 1691 et Phips nommé premier gouverneur royal de la colonie du Massachusetts sous l'empire de la nouvelle charte.

## Son rôle dans le procès des sorcières de Salem
De retour à Boston à la mi-mai 1692, Phips ne prit pas la mesure immédiatement de l'hystérie qui entourait l'affaire des sorcières de Salem. Il se borna à créer et mandater une cour de justice (Court of Oyer and Terminer) et d'y nommer William Stoughton, le gouverneur adjoint (lieutenant-governor) qu'il venait de se désigner, pour la présider. John Alden, John Hathorn, Nathaniel Saltonstall, Bartholomew Gedney, Peter Sergeant, Samuel Sewall, Wait Still Winthrop furent nommés juges. En dépit des emprisonnements hâtifs, des condamnations sur la base de témoignages de spectres et des pendaisons, en dépit aussi du furieux zèle puritain de son adjoint William Stoughton, Phips ne s'intéressait guère à l'affaire et quitta Boston à la mi-août pour fortifier des défenses dans le Maine.
À son retour, la situation s'était totalement dégradée : le nombre de pendaisons attestait du caractère expéditif des procédures, l'activité économique de la région était ralentie voire stoppée, et les accusations de sorcelleries se faisaient toujours plus nombreuses, allant jusqu'à désigner sa propre femme, Lady Mary Phips. William Phips, d'ailleurs sermonné par son ami Increase Mather dans son opuscule « Cases of Conscience Concerning Evil Spirits » (Cas de conscience regardant les esprits maléfiques), commença par décider, en octobre 1692, que les témoignages et preuves s'appuyant sur les faits et dires de spectres ne suffiraient plus à entraîner condamnation. Puis Sir Phips décida rapidement d'interdire les arrestations de sorcières, fit libérer la quasi-totalité des personnes emprisonnées et ordonna la dissolution de la cour.
Phips connut ensuite de nouveaux déboires dans la lutte contre les Amérindiens et les Français. Il fut rappelé en Angleterre et mourut à Londres, des suites de fièvres, en 1695.

## Phips dans la culture
- Les pérégrinations de William Phips font l’objet de l’une des vingt-deux vies des Vies imaginaires de Marcel Schwob. L’écrivain français présente Phips comme un « pêcheur de trésors ».

## Divers et articles connexes
- Le trésor du banc d'argent : ce roman de Philippe Diolé relate la vie de William Phips et sa pêche au trésor du banc d'argent dans la mer des Antilles. Il découvrit sur le banc d'argent un galion amiral espagnol englouti avec un trésor. Il utilisa une cloche à plongée qu'il avait conçue.